# Víktor Dolidze
Víktor Isidórovich Dolidze (ვიქტორ ისიდორეს ძე დოლიძე (Kutaisi, Georgia, 8 de julio/30 de julio de 1890–Tiflis, 24 de mayo de 1933) fue un compositor georgiano soviético. 

## Biografía
Víktor Dolidze nació en la ciudad de Kutaisi, provincia de Ozurgeti en una familia campesina pobre. Estudió en la escuela mercantil de Tiflis. En 1910 ganó el primer premio en un concurso de mandolina. Después de graduarse marchó al Instituto Comercial de Kiev, y al tiempo empezó a trabajar en una escuela musical para violín y composición. En 1917 se graduó y regresó a Georgia, donde se dedicó a la música. 
Víktor Dolidze es autor de varias óperas, incluyendo la primera ópera cómica en georgiano, Keto y Kote (con su propio libreto basado en la comedia Khanuma de Avksenty Tsagareli, 1919). Normalmente se considera una comedia musical. 

## Óperas
- K‘et‘o da kote (Keto y Kote) estrenada en Tiflis en 1919.
- Lejla, estrenada en Tiflis en 1929.
- C‘isana, estrenada en Tiflis en 1929.
- Zamira, sin estrenar, inacabada.